# Giro del Delfinato 2022
Il Giro del Delfinato 2022, settantaquattresima edizione della corsa, valevole come ventunesima prova dell'UCI World Tour 2022 categoria 2.UWT, si svolse in otto tappe dal 5 al 12 giugno 2022 su un percorso di 1194,4 km, con partenza da La Voulte-sur-Rhône e arrivo a Plateau de Solaison, in Francia. La vittoria fu appannaggio dello sloveno Primož Roglič, il quale completò il percorso in 29h11'22", alla media di 40,919 km/h, precedendo il danese Jonas Vingegaard e l'australiano Ben O'Connor.
Sul traguardo di Plateau de Solaison 125 ciclisti, su 154 partiti da La Voulte-sur-Rhône, portarono a termine la competizione.

## Tappe
| Tappa  | Data      | Percorso                                                  | km     | Vincitore di tappa | Leader cl. generale |
| ------ | --------- | --------------------------------------------------------- | ------ | ------------------ | ------------------- |
| 1ª     | 5 giugno  | La Voulte-sur-Rhône > Beauchastel                         | 192    | Wout Van Aert      | Wout Van Aert       |
| 2ª     | 6 giugno  | Saint-Péray > Brives-Charensac                            | 170    | Alexis Vuillermoz  | Alexis Vuillermoz   |
| 3ª     | 7 giugno  | Saint-Paulien > Chastreix-Sancy                           | 169    | David Gaudu        | Wout Van Aert       |
| 4ª     | 8 giugno  | Montbrison > Castello La Bâtie d’Urfé (cron. individuale) | 31,9   | Filippo Ganna      | Wout Van Aert       |
| 5ª     | 9 giugno  | Thizy-les-Bourgs > Chaintré                               | 162,5  | Wout Van Aert      | Wout Van Aert       |
| 6ª     | 10 giugno | Rives > Gap                                               | 196,5  | Valentin Ferron    | Wout Van Aert       |
| 7ª     | 11 giugno | Saint-Chaffrey > Vaujany                                  | 135    | Carlos Verona      | Primož Roglič       |
| 8ª     | 12 giugno | Saint-Alban-Leysse > Plateau de Solaison                  | 137,5  | Jonas Vingegaard   | Primož Roglič       |
| Totale | Totale    | Totale                                                    | 1194,4 |                    |                     |

## Squadre e corridori partecipanti
Parteciperanno 22 squadre (18 UCI World Tour, 4 UCI ProTeam) con 7 ciclisti ciascuna.
| N.      | Cod. | Squadra                     |
| ------- | ---- | --------------------------- |
| 1-7     | IGD  | Ineos Grenadiers            |
| 11-17   | BOH  | Bora-Hansgrohe              |
| 21-27   | TBV  | Bahrain Victorious          |
| 31-37   | MOV  | Movistar Team               |
| 41-47   | TJV  | Jumbo-Visma                 |
| 51-57   | ACT  | AG2R Citroën Team           |
| 61-67   | GFC  | Groupama-FDJ                |
| 71-77   | IPT  | Israel-Premier Tech         |
| 81-87   | UXT  | Uno-X Pro Cycling Team      |
| 91-97   | QST  | Quick-Step Alpha Vinyl Team |
| 101-107 | BEX  | Team BikeExchange-Jayco     |

| N.      | Cod. | Squadra                  |
| ------- | ---- | ------------------------ |
| 111-117 | UAD  | UAE Team Emirates        |
| 121-127 | TFS  | Trek-Segafredo           |
| 131-137 | COF  | Cofidis                  |
| 141-147 | TEN  | TotalEnergies            |
| 151-157 | EFE  | EF Education-EasyPost    |
| 161-167 | ARK  | Team Arkéa-Samsic        |
| 171-177 | IWG  | Intermarché-Wanty-Gobert |
| 181-187 | AST  | Astana Qazaqstan Team    |
| 191-197 | LTS  | Lotto Soudal             |
| 201-207 | DSM  | Team DSM                 |

## Dettagli delle tappe

### 1ª tappa
- 5 giugno: La Voulte-sur-Rhône > Beauchastel - 192 km

Risultati
| Pos. | Corridore     | Squadra | Tempo    |
| ---- | ------------- | ------- | -------- |
| 1    | Wout Van Aert | Jumbo   | 4h37'31" |
| 2    | Ethan Hayter  | Ineos   | s.t.     |
| 3    | Sean Quinn    | EF      | s.t.     |

| Pos. | Corridore     | Squadra | Tempo    |
| ---- | ------------- | ------- | -------- |
| 1    | Wout Van Aert | Jumbo   | 4h37'21" |
| 2    | Ethan Hayter  | Ineos   | a 4"     |
| 3    | Sean Quinn    | EF      | a 6"     |

### 2ª tappa
- 6 giugno: Saint-Péray > Brives-Charensac - 170 km

Risultati
| Pos. | Corridore         | Squadra       | Tempo    |
| ---- | ----------------- | ------------- | -------- |
| 1    | Alexis Vuillermoz | TotalEnergies | 4h03'34" |
| 2    | Anders Skaarseth  | Uno-X         | s.t.     |
| 3    | Olivier Le Gac    | Groupama      | s.t.     |

| Pos. | Corridore         | Squadra       | Tempo    |
| ---- | ----------------- | ------------- | -------- |
| 1    | Alexis Vuillermoz | TotalEnergies | 8h40'55" |
| 2    | Anders Skaarseth  | Uno-X         | a 3"     |
| 3    | Olivier Le Gac    | Groupama      | a 4"     |

### 3ª tappa
- 7 giugno: Saint-Paulien > Chastreix-Sancy - 169 km

Risultati
| Pos. | Corridore     | Squadra  | Tempo    |
| ---- | ------------- | -------- | -------- |
| 1    | David Gaudu   | Groupama | 4h09'38" |
| 2    | Wout Van Aert | Jumbo    | s.t.     |
| 3    | Victor Lafay  | Cofidis  | s.t.     |

| Pos. | Corridore     | Squadra  | Tempo     |
| ---- | ------------- | -------- | --------- |
| 1    | Wout Van Aert | Jumbo    | 12h50'32" |
| 2    | David Gaudu   | Groupama | a 6"      |
| 3    | Victor Lafay  | Cofidis  | a 12"     |

### 4ª tappa
- 8 giugno: Montbrison > Castello La Bâtie d’Urfé – Cronometro individuale - 31,9 km

Risultati
| Pos. | Corridore     | Squadra | Tempo  |
| ---- | ------------- | ------- | ------ |
| 1    | Filippo Ganna | Ineos   | 35'32" |
| 2    | Wout Van Aert | Jumbo   | a 2"   |
| 3    | Ethan Hayter  | Ineos   | a 17"  |

| Pos. | Corridore       | Squadra    | Tempo     |
| ---- | --------------- | ---------- | --------- |
| 1    | Wout Van Aert   | Jumbo      | 13h26'06" |
| 2    | Mattia Cattaneo | Quick-Step | a 53"     |
| 3    | Primož Roglič   | Jumbo      | a 56"     |

### 5ª tappa
- 9 giugno: Thizy-les-Bourgs > Chaintré - 162,5 km

Risultati
| Pos. | Corridore     | Squadra | Tempo    |
| ---- | ------------- | ------- | -------- |
| 1    | Wout Van Aert | Jumbo   | 3h38'35" |
| 2    | Jordi Meeus   | Bora    | s.t.     |
| 3    | Ethan Hayter  | Ineos   | s.t.     |

| Pos. | Corridore       | Squadra    | Tempo     |
| ---- | --------------- | ---------- | --------- |
| 1    | Wout Van Aert   | Jumbo      | 17h04'31" |
| 2    | Mattia Cattaneo | Quick-Step | a 1'03"   |
| 3    | Primož Roglič   | Jumbo      | a 1'06"   |

### 6ª tappa
- 10 giugno: Rives > Gap - 196,5 km

Risultati
| Pos. | Corridore       | Squadra       | Tempo    |
| ---- | --------------- | ------------- | -------- |
| 1    | Valentin Ferron | TotalEnergies | 4h22'17" |
| 2    | Pierre Rolland  | B&B Hotels    | a 3"     |
| 3    | Warren Barguil  | Arkéa         | s.t.     |

| Pos. | Corridore       | Squadra    | Tempo     |
| ---- | --------------- | ---------- | --------- |
| 1    | Wout Van Aert   | Jumbo      | 21h27'20" |
| 2    | Mattia Cattaneo | Quick-Step | a 1'03"   |
| 3    | Primož Roglič   | Jumbo      | a 1'06"   |

### 7ª tappa
- 11 giugno: Saint-Chaffrey > Vaujany - 135 km

Risultati
| Pos. | Corridore        | Squadra  | Tempo    |
| ---- | ---------------- | -------- | -------- |
| 1    | Carlos Verona    | Movistar | 3h53'35" |
| 2    | Primož Roglič    | Jumbo    | a 13"    |
| 3    | Jonas Vingegaard | Jumbo    | a 25"    |

| Pos. | Corridore        | Squadra | Tempo     |
| ---- | ---------------- | ------- | --------- |
| 1    | Primož Roglič    | Jumbo   | 25h22'08" |
| 2    | Jonas Vingegaard | Jumbo   | a 44"     |
| 3    | Ben O'Connor     | AG2R    | a 1'24"   |

### 8ª tappa
- 12 giugno: Saint-Alban-Leysse > Plateau de Solaison - 137,5 km

Risultati
| Pos. | Corridore        | Squadra | Tempo    |
| ---- | ---------------- | ------- | -------- |
| 1    | Jonas Vingegaard | Jumbo   | 3h49'20" |
| 2    | Primož Roglič    | Jumbo   | s.t.     |
| 3    | Ben O'Connor     | AG2R    | a 15"    |

| Pos. | Corridore        | Squadra | Tempo     |
| ---- | ---------------- | ------- | --------- |
| 1    | Primož Roglič    | Jumbo   | 29h11'22" |
| 2    | Jonas Vingegaard | Jumbo   | a 40"     |
| 3    | Ben O'Connor     | AG2R    | a 1'41"   |

## Evoluzione delle classifiche
| Tappa              | Vincitore          | Classifica generale Maglia gialla | Classifica a punti Maglia verde | Classifica scalatori Maglia blu a pois | Classifica giovani Maglia bianca | Classifica a squadre  |
| ------------------ | ------------------ | --------------------------------- | ------------------------------- | -------------------------------------- | -------------------------------- | --------------------- |
| 1ª                 | Wout Van Aert      | Wout Van Aert                     | Wout Van Aert                   | Pierre Rolland                         | Ethan Hayter                     | EF Education-EasyPost |
| 2ª                 | Alexis Vuillermoz  | Alexis Vuillermoz                 | Wout Van Aert                   | Pierre Rolland                         | Kevin Vermaerke                  | Team Arkéa-Samsic     |
| 3ª                 | David Gaudu        | Wout Van Aert                     | Wout Van Aert                   | Pierre Rolland                         | Matteo Jorgenson                 | Bahrain Victorious    |
| 4ª                 | Filippo Ganna      | Wout Van Aert                     | Wout Van Aert                   | Pierre Rolland                         | Ethan Hayter                     | Jumbo-Visma           |
| 5ª                 | Wout Van Aert      | Wout Van Aert                     | Wout Van Aert                   | Pierre Rolland                         | Ethan Hayter                     | Jumbo-Visma           |
| 6ª                 | Valentin Ferron    | Wout Van Aert                     | Wout Van Aert                   | Pierre Rolland                         | Ethan Hayter                     | Jumbo-Visma           |
| 7ª                 | Carlos Verona      | Primož Roglič                     | Wout Van Aert                   | Pierre Rolland                         | Tobias Halland Johannessen       | Jumbo-Visma           |
| 8ª                 | Jonas Vingegaard   | Primož Roglič                     | Wout Van Aert                   | Pierre Rolland                         | Tobias Halland Johannessen       | Jumbo-Visma           |
| Classifiche finali | Classifiche finali | Primož Roglič                     | Wout Van Aert                   | Pierre Rolland                         | Tobias Halland Johannessen       | Jumbo-Visma           |

Maglie indossate da altri ciclisti in caso di due o più maglie vinte
- Nella 2ª tappa Sean Quinn ha indossato la maglia verde al posto di Wout Van Aert.
- Nella 4ª tappa Ethan Hayter ha indossato la maglia verde al posto di Wout Van Aert.
- Nella 5ª tappa Kevin Vermaerke ha indossato la maglia verde al posto di Wout Van Aert.
- Nella 6ª e 7ª tappa Hugo Page ha indossato la maglia verde al posto di Wout Van Aert.

## Classifiche finali

### Classifica generale - Maglia gialla
| Pos. | Corridore         | Squadra     | Tempo     |
| ---- | ----------------- | ----------- | --------- |
| 1    | Primož Roglič     | Jumbo       | 29h11'22" |
| 2    | Jonas Vingegaard  | Jumbo       | a 40"     |
| 3    | Ben O'Connor      | AG2R        | a 1'41"   |
| 4    | Damiano Caruso    | Bahrain     | a 2'33"   |
| 5    | Jack Haig         | Bahrain     | a 3'13"   |
| 6    | Louis Meintjes    | Intermarché | a 3'17"   |
| 7    | Esteban Chaves    | EF          | a 3'18"   |
| 8    | T. Geoghegan Hart | Ineos       | a 3'44"   |
| 9    | Ruben Guerreiro   | EF          | a 3'48"   |
| 10   | T. H. Johannessen | Uno-X       | a 3'51"   |

### Classifica a punti - Maglia verde
| Pos. | Corridore        | Squadra       | Punti |
| ---- | ---------------- | ------------- | ----- |
| 1    | Wout Van Aert    | Jumbo         | 88    |
| 2    | Ethan Hayter     | Ineos         | 74    |
| 3    | E. Boasson Hagen | TotalEnergies | 46    |
| 4    | Hugo Page        | Intermarché   | 44    |
| 5    | Pierre Rolland   | B&B Hotels    | 36    |

### Classifica scalatori - Maglia blu a pois
| Pos. | Corridore        | Squadra    | Punti |
| ---- | ---------------- | ---------- | ----- |
| 1    | Pierre Rolland   | B&B Hotels | 71    |
| 2    | Carlos Verona    | Movistar   | 21    |
| 3    | Victor Lafay     | Cofidis    | 19    |
| 4    | Jonas Vingegaard | Jumbo      | 17    |
| 5    | Primož Roglič    | Jumbo      | 15    |

### Classifica giovani - Maglia bianca
| Pos. | Corridore         | Squadra    | Tempo     |
| ---- | ----------------- | ---------- | --------- |
| 1    | T. H. Johannessen | Uno-X      | 29h15'13" |
| 2    | Brandon McNulty   | UAE        | a 1'06"   |
| 3    | Matteo Jorgenson  | Movistar   | a 3'15"   |
| 4    | Ethan Hayter      | Ineos      | a 4'15"   |
| 5    | Andrea Bagioli    | Quick-Step | a 4'50"   |

### Classifica a squadre
| Pos. | Squadra                  | Tempo     |
| ---- | ------------------------ | --------- |
| 1    | Jumbo-Visma              | 87h38'30" |
| 2    | Bahrain Victorious       | a 13'40"  |
| 3    | Ineos Grenadiers         | a 22'56"  |
| 4    | Intermarché-Wanty-Gobert | a 23'39"  |
| 5    | Movistar Team            | a 35'37"  |